# Tea for Two (película de 1950)
Tea for Two es una película musical dirigida por David Butler en 1950, y protagonizada por Doris Day, Gordon MacRae y Gene Nelson. Está inspirada en el musical de 1925 No, No, Nanette, aunque el argumento fue considerablemente cambiado por Otto Harbach, así como la banda musical por Vincent Youmans.
La película incluye la canción de Harry Warren y Al Dubin escrita en 1925, I Only Have Eyes for You.

## Argumento
Ambientada en los felices años veinte, la historia se centra en Nanette Carter (Doris Day), una socialite (persona que pertenece a la clase social alta) del condado de Westchester (estado de Nueva York) con aspiraciones en el negocio del espectáculo. Ella ofrece 25 000 dólares a un teatro de Broadway si su novio Larry Blair (Billy De Wolfe), la contrata para el rol principal. Lo que ella no sabe es que Larry tiene además otra novia, Beatrice Darcy (Patrice Wymore), que él la concibe para dicho rol principal.